# 12774 Пфунд
12774 Пфунд (12774 Pfund) — астероїд головного поясу, відкритий 12 серпня 1994 року.
Тіссеранів параметр щодо Юпітера — 3,337.